# تركمان العراق
تركمان العراق، هم جماعة عرقية عراقية، يعيشونَ في العراق، وينحدر أصلهم من قبائل الغز من الأتراك الأوغوز.
يقيم التركمان في العراق بشكل أساسي في شمال العراق في محافظات كركوك ونينوى وأربيل وديالى خصوصًا في مدن كركوك وتلعفر وآمرلي وطوزخورماتو وكفري وألتون كوبري وداقوق ويشاركون في علاقات ثقافية ولغوية وثيقة مع تركيا.
تركمان العراق هم من سلالات من موجات مختلفة من الهجرة التركية لبلاد الرافدين يعود تاريخها إلى القرن السابع حتى الحكم العثماني. الموجة الأولى من الهجرة يعود إلى القرن السابع عندما جند بعض من الجنود بلغ عددهم 1,000 تركماني في جيوش المسلمين من عبيد الله بن زياد ولكن معظم نسل اليوم من هؤلاء المهاجرين الأوائل اختلطوا مع السكان العرب المحليين حيث آباءهم تركمان وأمهاتهم عربيات. كانت الموجة الثانية من المهاجرين الأتراك من الدولة السلجوقية؛ وأخيرا، ظهرت الموجة الثالثة، وأكبر عدد من المهاجرين التركمان في العراق في عهد الدولة العثمانية. مع فتح العراق من قبل سليمان القانوني عام 1534، تليها محاصرة السلطان مراد الرابع لبغداد في عام 1638، وتدفق أعداد كبيرة من الأتراك الذين استقروا في المنطقة. وبالتالي، فإن جزء من تركمان العراق اليوم هم من أحفاد جنود الدولة العثمانية والتجار وموظفي الخدمة المدنية الذين نقلوا إلى العراق خلال فترة حكم الدولة العثمانية.
بعد إنشاء الجمهورية التركية في عام 1923، أراد تركمان العراق من تركيا أن تضم ولاية الموصل لها، لكي تصبح جزء موسع من الدولة. ولكن نظرا لنهاية النظام الملكي العثماني، وجد تركمان العراق أنفسهم تحت التمييز العنصري المتزايد عن طريق سياسات الأنظمة المتعاقبة في العراق، مثل مجزرة كركوك عام 1959، وعام 1979، عندما زاد التمييز العنصري من حزب البعث ضد المجتمع. وعلى الرغم من أن القومية التركمانية كان معترف بها ككيان مؤسس بالعراق (جنبا إلى جنب مع العرب والكرد) في دستور عام 1925، إلا إن تركمان العراق حُرموا سابقا من هذا الوضع.
حيث بلغ عددهم من 500,000 إلى أكثر من 3 ملايين، ومن المتفق عليه أن تركمان العراق هي ثالث أكبر جماعة عرقية في العراق. وفقا لتعداد عام 1957، وهذا التعداد الأخير موثق ومعترف به. كما أن التعدادات التي كانت سابقا تدل على انعكاسات سياسة التعريب التي عمل بها نظام البعث. حيث شكل العرب أكبر عرقية تليها الكرد (13٪) وتركمان العراق (9٪).
يعيش معظم تركمان العراق في محافظات شمال العراق، وخاصة في كركوك وطوز خورماتو وآمرلي وكفري وتلعفر والموصل وأربيل وألتون كوبري وجلولاء والسعدية ومندلي وبغداد.
من الشخصيات التركمانية التي لعبت دوراً مهماً في تاريخ الإسلام، الأمير نور الدين الزنكي، والملك الظاهر بيبرس والسلطان قلاوون. كذلك برزت شخصيات عظيمة من العلماء الذين أثروا الحضارة الإسلامية، منهم (الخوارزمي) و(السرخسي) و(البيروني) و(البخاري) و(الفارابي).

## التسمية
اختلف المؤرخون على أصل كلمة «التركمان»، منهم من قال إن اللفظة آتية من (ترك مانند) الذي أطلقه الفارسيون على القبائل التركية الساكنة في أطراف إيران، وهي لفظة فارسية تعني «أشباه الترك». يظن الآخرون بأن التُرك لقّبوا أنفسهم بذلك لتمييزهم عن الأقوام الأخرى، وهي باعتبارها تعني «أنا تُركي».
تعتقد جماعة أخرى بأن «التركمان» هو اسم أجنبي أطلق على الأتراك العثمانيين الذين «حاربوا الغرب المسيحي» وتعني الرجال التُرك. ويظن بعض العلماء أيضًا أن الكلمة تعني «ترك الأتراك» دلالة على أصلهم النقي. لكن الأصل الصحيح لها والمثبت المذكور في كتاب «البداية والنهاية» لابن كثير، يذكر بأن لفظة «التركمان» أُطلقت على قبائل الأوغوز التركية بعد دخولهم الإسلام «كان يطلق عليهم قبلها بالغز أو الخوارزمية»، وذلك لتمييزهم عن الأتراك غير المسلمين «الشامانيين والبوذيين من قبيلة أوغوز»، واللفظة مشتقة من كلمتين «ترك + إيمان = تركيمان، واختصارًا تركمان»، ولذلك لم يستنفر تركمان العراق من هذه اللفظة عندما أطلقت عليهم في عام 1958 من قبل الحكومة العراقية، لأن أجدادهم الأصليين «قبيلة الأوغوز» لقبوا بهذا اللقب.
يُطلق مصطلح «التركمان» حاليًا على شعوب دولة تركمانستان «نظرًا إلى استيطان قبائل الأوغوز التركية الأصلية لهذه المنطقة تاريخيًا»، بالإضافة إلى أتراك الأوغوز في شرق تركيا، والتركمان الموجودين في شمال إيران وشرقها، وكذلك أطلقت على تركمان العراق وسوريا.

## تاريخ

المجموعات العرقية والدينية في العراق، التركمان بالبرتقالي.

ظهرت الشعوب التركية في العراق لأول مرة في القرن السابع الميلادي عندما جند حوالي 1,000 الأوغوز الأتراك في الجيوش المسلمين من عبيد الله بن زياد. ومع ذلك، كانت هناك هجرة واسعة من الأتراك الأوغوز نحو الأناضول التي كانت في نهاية القرن التاسع والتي تثبت وجود تركمان العراق بشكل كبير. واستمرت موجات متعاقبة من الهجرة في ظل حكم الأتراك السلاجقة الذين تولوا مناصب المسؤوليات العسكرية والإدارية في الإمبراطورية السلجوقية. علاوة على ذلك، مع توسع الدولة العثمانية، حيث بعد فتح العراق من قبل السلطان سليمان القانوني عام 1534، وتلاها استيلاء السلطان مراد الرابع لبغداد في عام 1638، مما أسفرت هذه الحملات عن أكبر عدد من الهجرة التركية إلى شمال العراق.

### الهجرة في ظل الحكم العربي
بدأ وجود الشعوب التركية في ما يعرف اليوم بالعراق لأول مرة في القرن السابع عندما جند ما يقرب من 2000 إلى 5000 من أتراك الأوغوز في الجيوش الإسلامية بقيادة عبيد الله بن زياد. ووصلوا عام 674 مع الفتح الأموي للبصرة. استقرت المزيد من القوات التركية خلال القرن الثامن، من بخارى إلى البصرة وكذلك بغداد. خلال العصر العباسي اللاحق، جُلب آلاف المحاربين التركمان إلى العراق؛ ومع ذلك، فإن عدد التركمان الذين استقروا في العراق لم يكن كبيرًا، ونتيجة لذلك، تم استيعاب الموجة الأولى من التركمان في السكان العرب المحليين.

### في عهد السلاجقة (1055-1194)
الموجة الثانية من التركمان من نزوحهم على العراق كانوا من أتراك السلاجقة في عهد الإمبراطورية السلجوقية العظمى. حيث حدث هجرة واسعة النطاق للتركمان للعراق عام 1055 مع غزو سلطان طغرل بك، الحاكم الثاني من سلالة السلاجقة، الذي قام بإصلاح طريق الحج إلى مكة المكرمة. وعلى مدى 150 سنة، شَكّل الأتراك السلاجقة مجتمعات كبيرة من التركمان على طول الطرق الأكثر أهمية في شمال العراق، وخاصة تلعفر، اربيل، كركوك، ومندلي، والتي تُعرف الآن من قبل المجتمع الحديث بتركمن إيلى.

### في عهد الدولة العثمانية (1534-1918)

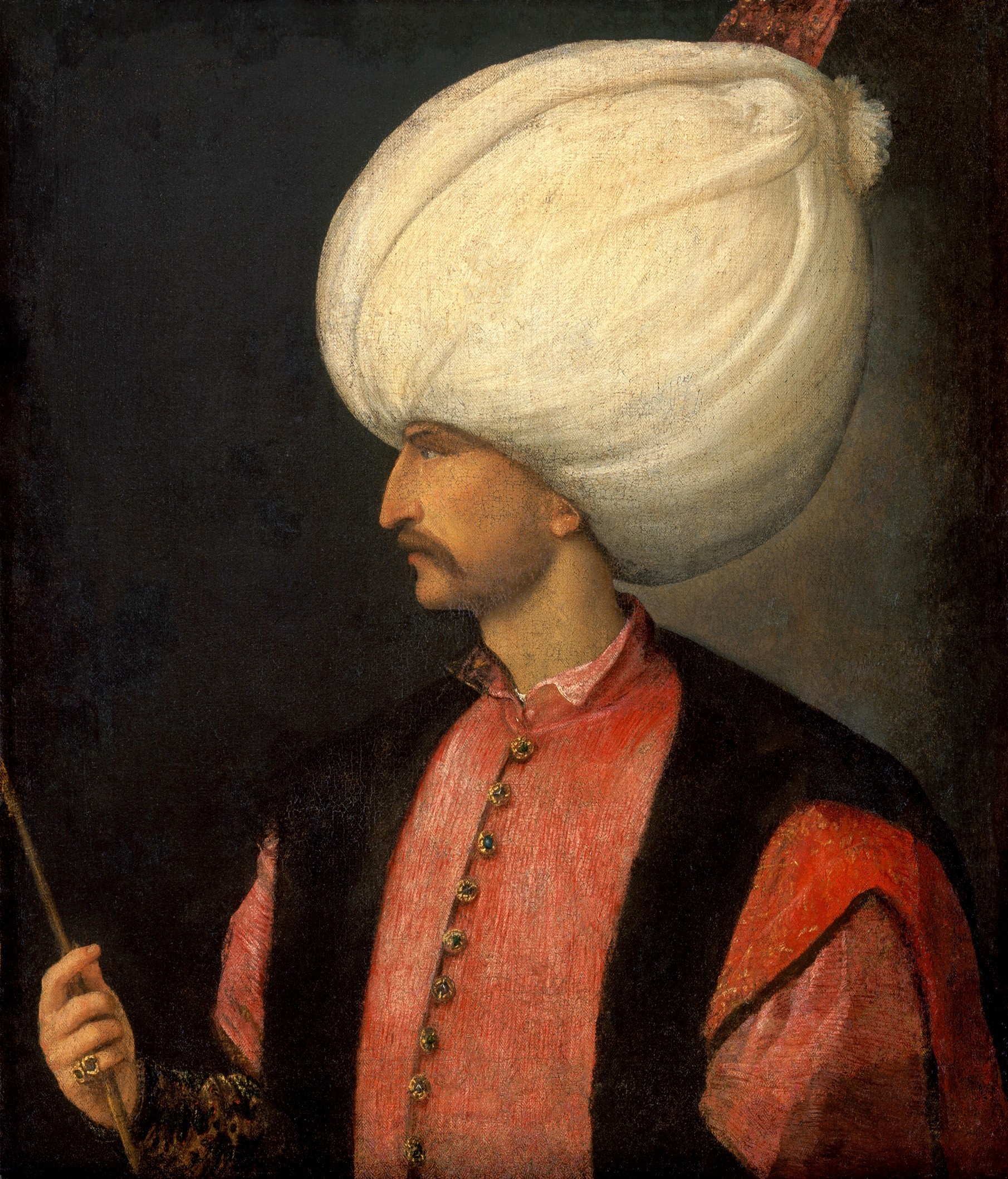
سليمان القانوني هزم الصفويين في 31 ديسمبر 1534، والحصول على بغداد، وبعد ذلك جنوب العراق. طوال فترة حكم العثماني، شجّع العثمانيون الهجرة التركية على طول شمال العراق.

الموجة الثالثة، وأكبر عدد من المهاجرين التركمان في العراق التي ظهرت في عهد الدولة العثمانية. في النصف الأول من القرن السادس عشر العثمانيين قد بدأت توسعها في العراق. في 1534، في عهد سليمان القانوني، حيث كانت الموصل آمنة بما تكفي في الدولة العثمانية، وأصبح رئيس إقليم (إيالة) مسؤول عن جميع المناطق الإدارية الأخرى في المنطقة. كما شجع العثمانيون الهجرة من الأناضول وتوطين التركمان المهاجرين على طول شمال العراق، كما تم جلب علماء الدين أيضا لنشر المذهب السني الحنفي. ومع وجود المخلصين من التركمان الذين يعيشون في تلك المنطقة، صار العثمانيون قادرين على الحفاظ على طريق آمن في الأقاليم الجنوبية من بلاد الرافدين. وفي أعقاب الغزو، أصبحت كركوك تحت السيطرة التركية، وكان يُشار إليه باسم "Gökyurt" فمن هذه الفترة في التاريخ حيث طالب تركمان العراق الحاليين بضمهم مع الأناضول والدولة التركية.
وبعد هزيمة الدولة الصفوية في 31 ديسمبر 1534، دخل سليمان بغداد وشرع في إعادة إعمار البنية التحتية المادية في المحافظة وأمر ببناء سد في كربلاء ومشاريع المياه الرئيسية في وحول المناطق الريفية في المدينة. كما تم تعيين المحافظ الجديد، فكانت المدينة مؤلفة من 1,000 جنود المشاة وآخر 1,000 من سلاح الفرسان. ومع ذلك، اندلعت الحرب بعد 89 عاما من السلام وحوصرت المدينة وأُغيرت من قبل عباس الأول ملك بلاد فارس سنة 1624.و حكم الفرس المدينة حتى عام 1638 وتم استرداد المدينة بقيادة السلطان مراد الرابع بقوة عسكرية عثمانية كبيرة. وفي عام 1639، تم التوقيع على معاهدة قصر شيرين التي أعطت الحكم للعثمانيون على العراق وانتهى الصراع العسكري بين الإمبراطوريتين. وهكذا قد وصل عدد كبير من الأتراك مع جيش السلطان مراد الرابع عام 1638 بعد الاستيلاء على بغداد وبعضهم الآخر جاء فيما بعد مع شخصيات أخرى عثمانية بارزة.

### العصر الحديث (1918 إلى الوقت الحاضر)
وعقب إنشاء الجمهورية التركية في عام 1923، أراد تركمان العراق تركيا بضم ولاية الموصل وبالنسبة لهم لتصبح جزءا موسعا من الدولة التركية. هذا لأن في ظل النظام الحكم العثماني، تمتع تركمان العراق بحياة خالية من المتاعب نسبيا كما في الفئات الإدارية والأعمال. ولكن نظرا لزوال النظام الملكي العثماني، شارك تركمان العراق في انتخابات الجمعية التأسيسية، وكان الغرض من هذه الانتخابات إضفاء الطابع الرسمي على معاهدة 1922 مع بريطانيا والحصول على دعم لصياغة الدستور وصدور 1923 لقانون الانتخابات. جعل تركمان العراق مشاركتهم في العملية الانتخابية مشروطة من حيث المحافظة على الطابع التركي في إدارة كركوك والاعتراف باللغة التركية كلغة رسمية. وعلى الرغم من أنهم كان معترف بها ككيان في تأسيس العراق، جنبا إلى جنب مع العرب والأكراد، في دستور عام 1925، إلا أنهم حُرموا آنذاك من هذا الوضع.

## الثقافة
معظم تركمان العراق مسلمون، ولهم علاقات ثقافية ولغوية وثيقة مع منطقة الأناضول في تركيا.

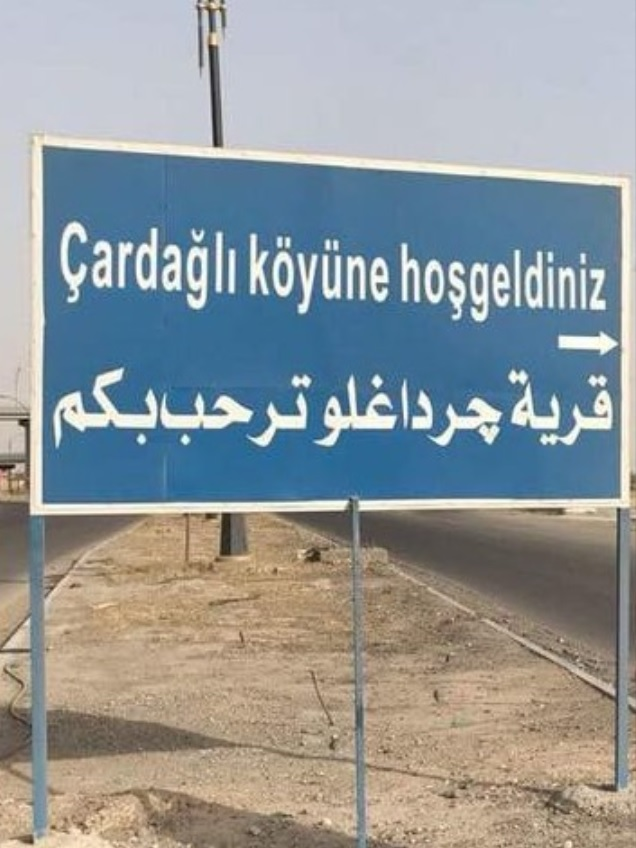
لافتة ثنائية اللغة (العربية والتركية) لقرية تركمانية.

### اللغة
تعتبر اللهجة التي تتحدث بها معظم التركمان العراقيين أشبه للأذرية الجنوبية أو وسيطة بين الأناضول التركية، وعلى مقربة من لهجات ديار بكر وأورفة في جنوب شرق تركيا. العديد من التركمان العراقيين يتقنون لغتين أو ثلاث لغات، اكتسبوا اللغة العربية من خلال وسائل الإعلام ومن خلال التعليم في المدارس العراقية في حين اكتسبوا اللغة الكردية في أحيائهم عن طريق الاختلاط بالجيران أو عن طريق الزواج.

وظلت لهجة أتراك الأناضول ذات أهمية كبيرة بين تركمان العراق وأثرت تأثيرا تاريخيا عميقا على لهجتهم، لدرجة أن قواعد لغة التركمان في العراق تختلف بشكل كبير عن تلك الأخرى من الأذريين. وفقا للدستور عام 1925، سُمح باستخدام اللغة الأناضولية التركية في المدارس والمكاتب الحكومية ووسائل الإعلام. وظل النفوذ التركي الحديث قوي حتى أصبحت اللغة العربية هي اللغة الرسمية الجديدة في عام 1930، ودرجة ازدواج لسان التركمانية-التركية لا يزال يمكن ملاحظتها بين تركمان العراق. بدأ فرض قيود على اللغة التركية في عام 1972 واشتدت في ظل نظام حكم صدام حسين. وفي الوقت الراهن، تستعمل اللغة الأناضولية التركية كلغة رسمية مكتوبة. في عام 1997، اعتمد المجلس التركماني العراقي إعلان المبادئ، المادة الثالثة منها على ما يلي:
إن لهجة تركمان العراق غالبا ما تسمى «التركمانية»، ولكن لا ينبغي الخلط بينها وبين اللغة التركمانية التي يتحدث بها في تركمانستان.
يتحدث أهالي تلعفر بلغة تركية قريبة من لهجة “الجاغاتاي” التركية أما أهالي مدينة الطوز فلهجتهم أذرية تنحدر من لهجة الفرس الأذريون في إيران.
بينما يتحدث تركمان السعدية وجلولاء والعظيم وسليمان بيك بلهجة تركمانية فريدة.

#### اعتماد الأبجدية التركية
في عام 1997، اعتمد المؤتمر التركماني العراقي إعلان المبادئ، حيث نصت المادة الثالثة على أن "اللغة الرسمية المكتوبة للتركمان هي اللغة التركية الإسطنبولية، وأبجديتها هي الأبجدية اللاتينية الجديدة". وبحلول عام 2005، حلت اللغة التركية محل اللغة التركمانية التقليدية، التي كانت تستخدم النص العربي في المدارس العراقية.

### وسائل الإعلام باللغة التركية
قد يكون الانتشار الحالي للقنوات الفضائية ووسائل الإعلام من تركيا قد أدى إلى توحيد اللغة التركمانية تجاه اللغة التركية.
في عام 2004 أطلقت قناة تلفزيون توركمن ايلي في كركوك، العراق والتي تبث برامج باللغتين التركية والعربية. اعتبارًا من عام 2012، تمتلك قناة تلفزيون توركمن ايلي استوديوهات في كركوك وبغداد في العراق، وفي حي تشانكايا في أنقرة، تركيا. وقعت قناة تلفزيون توركمن ايلي اتفاقيات مع العديد من القنوات التركية، مثل مؤسسة الإذاعة والتلفزيون التركية وفوكس وأي تي في ومع هيئة الإذاعة الرئيسية في جمهورية شمال قبرص التركية لمشاركة البرامج والأفلام الوثائقية.

### الديانة
الغالبية العظمى من المجتمع التركماني العراقي يعتنق الدين الإسلامي وتنقسم إلى قسمين: السنة (حوالي 50٪) والشيعة (حوالي 50٪).
ينحدر التركمان السنة من التركمان الأوائل المهاجرين والسلاجقة والعثمانيين الذين حكموا العراق طيلة قرون طويلة منذ العهد العباسي أما التركمان الشيعة فينحدرون من الأذريون الذين جاءوا للعراق في عهد الدولة الصفوية والتي حكمت العراق لفترة طويلة أيضًَا ولهم لهجة مختلفة، في العصر الملكي الهاشمي كان يصنف التركمان الشيعة على أنهم أتراك أو فرس يتحدثون اللغة التركية واعتبروا من قومية التركمان في العصر الجمهوري.

## التركيبة السكانية

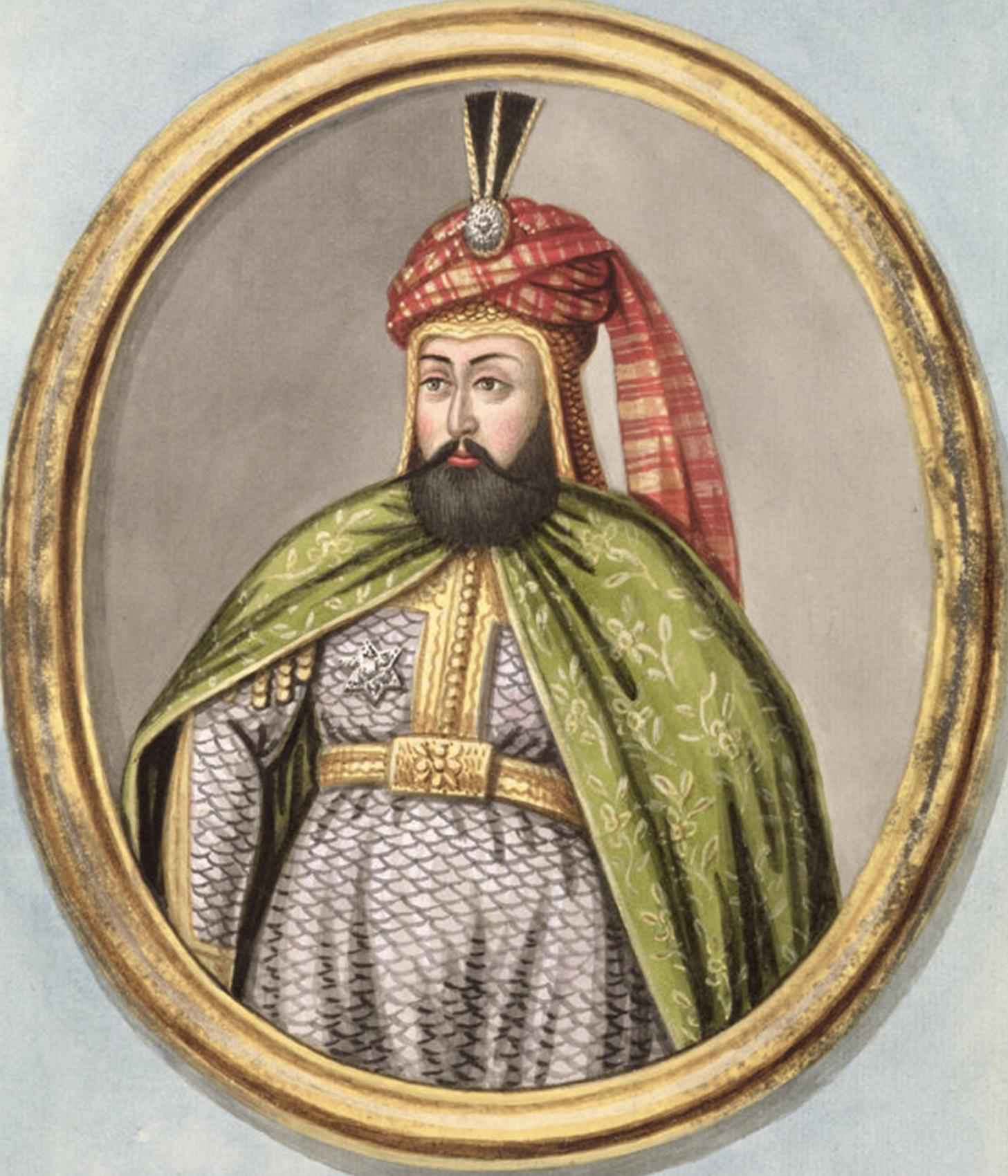
استمر تدفق أعداد كبيرة من الأتراك إلى الاستقرار في العراق عندما استعاد مراد الرابع بغداد عام 1638.

### السكان

#### الإحصاءات الرسمية
يُشكّل تركمان العراق ثالث أكبر جماعة عرقية في العراق. ووفقاً لبيانات وزارة التخطيط العراقية لعام 2013، بلغ عدد تركمان العراق حوالي 3 ملايين نسمة من إجمالي السكان البالغ حوالي 34.7 مليون (حوالي 9% من سكان البلاد).

#### الإحصاءات السابقة والاختلافات
وفقا للإحصاء العراقي عام 1957 كان هناك 567,000 نسمة من الأتراك من إجمالي عدد السكان البالغ 6.3 مليون، مشكلة 9% من مجموع سكان العراق. ومع ذلك، نظرا للبيئة غير الديمقراطية، كان التقليل من عددهم دوما ومنذ فترة طويلة هي نقطة النزاع. على سبيل المثال، في تعداد عام 1957، ادّعت الحكومة العراقية الأولى إنهُ يوجد 136,800 من الأتراك في العراق. ولكن، صدر تعديل بالرقم ليرتفع إلى 567,000 بعد ثورة 14 تموز 1958 عندما اعترفت الحكومة العراقية أن عدد سكان تركمان العراق كان في الواقع أكثر من 400% من إجمالي العام السابق.
تعتبر التعدادات السكانية اللاحقة التي أجريت في الأعوام 1967 و1977 و1987 و1997 غير موثوقة إلى حد كبير، وذلك بسبب الشكوك حول وجود تلاعب في العدد الحقيقي من قبل النظام السياسي الحاكم في العراق آنذاك. على سبيل المثال أشار تعداد عام 1997 إلى وجود 600,000 تركماني عراقي من إجمالي عدد السكان البالغ 22,017,983 نسمة أي ما يشكل نسبة 2.72% من سكان العراق، فرض هذا التعداد قيودًا، إذ سمح للمواطنين باختيار عرق واحد فقط: العرب أو الأكراد، ونتيجة لذلك، اختار العديد من تركمان العراق تعريف أنفسهم كعرب (إذ كان الكرد جماعة عرقية غير مرغوب فيها في عهد صدام حسين)، وهو ما أدّى ذلك إلى تشويه العدد الحقيقي لتركمان العراق.

#### إحصاءات أخرى

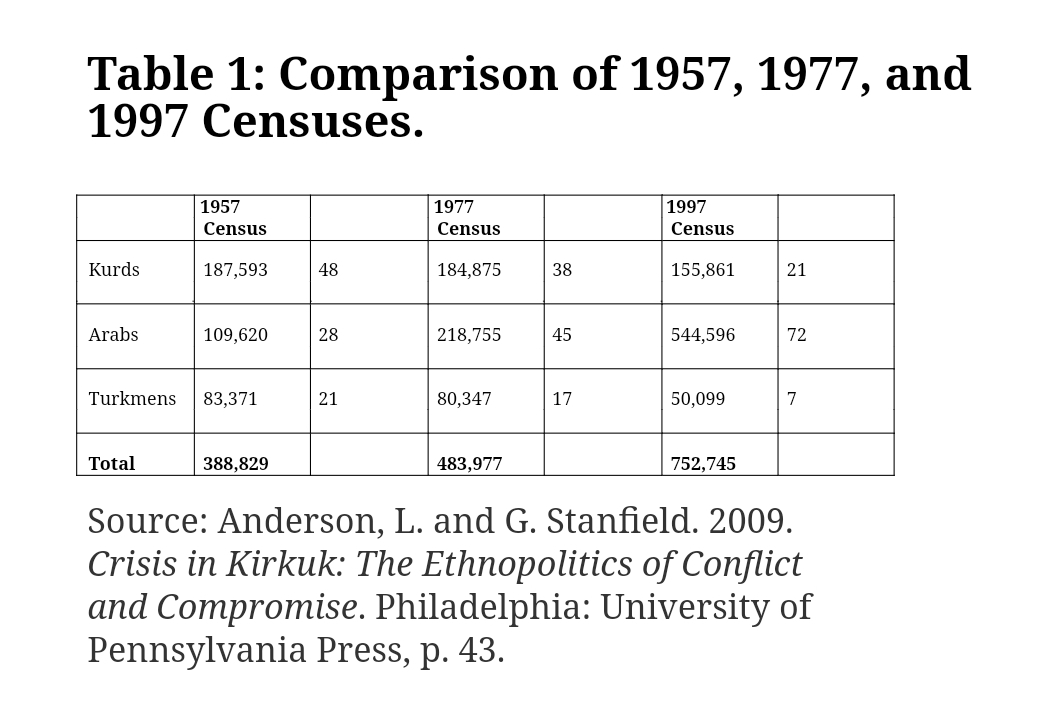
جدول مقارنة إحصائيات عام 1957 و1977 و1997 في كركوك، والتي توضح نتائج عمليات التعريب في المنطقة وتحول الكرد من الأغلبية إلى أقلية، والنتائج السلبية على الكرد والتركمان بشكل عام.

في الوقت الحالي تشير الأرقام إلى الاحصائيات التي أحصتها الجماعات الكردية والباحثين الغربيين وهي أن التركمان العراقيين يشكلون 3-2% من سكان العراق، ما يقرب من 500,000-800,000; ومع ذلك، ليس كل الباحثين الغربيين يقبلون بهذا الرأي، على سبيل المثال، في عام 2004 اقترح سكوت تايلور أن عدد تركمان العراق يبلغ 2,080,000 نسمة من إجنالي 25 مليون نسمة في العراق، وهو ما يمثل 8.32% من إجمالي السكان، في حين قد ذكر باتريك كلاوسون أن التركمان العراقيين يشكلون نحو 9% من مجموع السكان. علاوة على ذلك، فإن المنظمات الدولية مثل منظمة الأمم والشعوب غير الممثلة ذكرت أن المجتمع التركماني العراقي يبلغ تعداده 3 ملايين نسمة أو 13% من سكان العراق. في حين أعلن تركمان العراق أنفسهم أن عددهم يبلغ أكثر من 3 ملايين نسمة. بينما قدر مشروع الخليج/2000 في جامعة كولومبيا أن عددهم هو 2.7% من إجمالي سكان العراق في عام 2015.

### مناطق تركز التركمان
يمتد مناطق تركزهم من قزانية وجلولاء والسعدية وكفري شرقا إلى وسليمان بيك وامرلي وطوز خورماتو إلى كركوك إلى تلعفر في الشمال الغربي قرب الموصل وأيضا في بدرة وآل العزيزية في محافظة الكوت في منتصف شرق العراق.و أكثر أماكن تواجدهم في شمال العراق، في كركوك والموصل واربيل.

### شتات

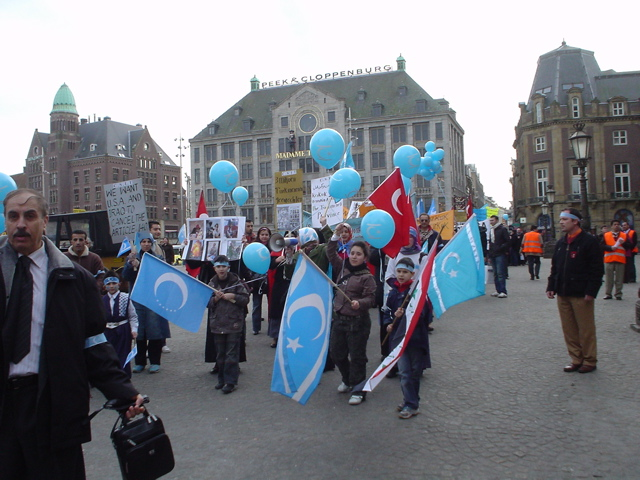
مظاهرة لتركمان العراق في أمستردام، هولندا.

يهاجر معظم التركمان العراقيين إلى تركيا يليها ألمانيا والدنمارك والسويد. وقد تم تشكيل تجمعات صغيرة في كندا والولايات المتحدة وأستراليا واليونان، والمملكة المتحدة.
وفقاً للبروفيسور صوفى ساتشي، في عام 2010 كان هناك ما يقرب من 1000 تركماني عراقي يعيشون في كندا، و2000 في الدنمارك، و4000 في هولندا. ومنذ أزمة المهاجرين الأوروبية (2014-2019)، استمر عدد التركمان العراقيين في الزيادة في أوروبا.
هناك العديد من مجتمعات الشتات التركمانية العراقية الراسخة، مثل جمعية الثقافة التركمانية العراقية الكندية، ومقرها في كندا.
يعود تاريخ الجالية التركمانية في شيكاغو إلى فترة ما بعد الحرب الإيرانية العراقية وحرب الخليج. استقر معطو أفراد الجالية في الأحياء الشمالية من المدينة وفي الضواحي، وعمل العديد منهم كعمال مصانع أو سائقي سيارات أجرة. تحافظ الجالية التركمانية في شيكاغو على هوية ثقافية متميزة وتحافظ على روابط قوية مع نظرائها خارج المدينة.

## الاضطهاد

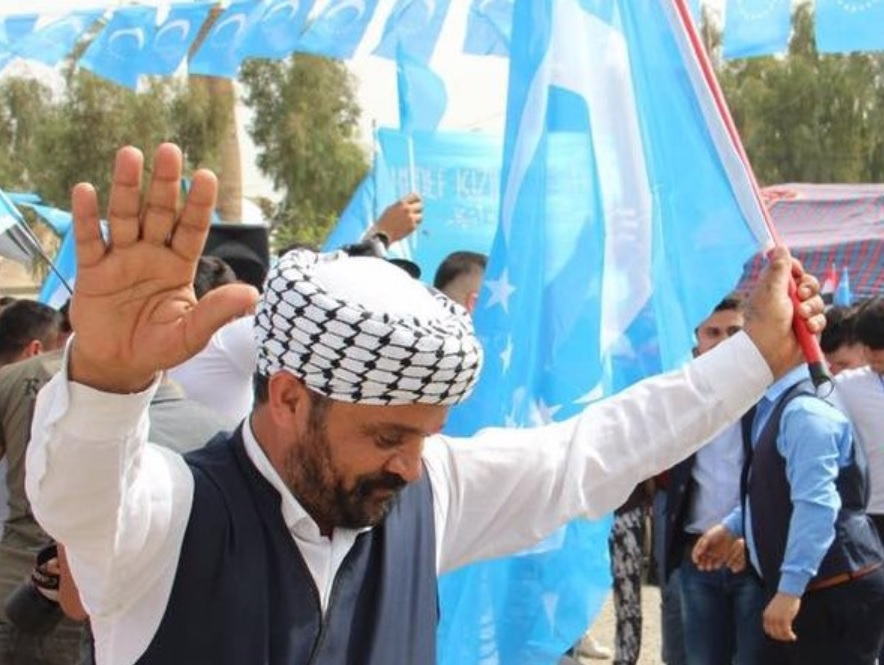
رجل تركماني عراقي يرتدي الزي التقليدي ويحمل العلم التركماني.

تغير وضع التركمان العراقيون من كونهم طبقة إدارية وتجارية في الإمبراطورية العثمانية إلى أقلية تتعرض للتمييز بشكل متزايد. منذ زوال الإمبراطورية العثمانية، وقع تركمان العراق ضحايا لعدة مذابح، مثل مذبحة كركوك عام 1959. علاوة على ذلك، زاد التمييز ضد تركمان العراق في ظل حزب البعث، الذي أعدم العديد من القادة في عام 1979. فضلاً عن وقوع الطائفة التركمانية العراقية ضحية لسياسات التعريب التي تمارسها الدولة، والتكريد الذي مارسه الأكراد الذين سعوا إلى إخراجهم قسراً من وطنهم. وهكذا عانى التركمان العراقيون من درجات مختلفة من القمع والاستيعاب (إجبار المجتمع على تبني ثقافة أو لغة أو هوية مجموعة أخرى) تراوحت بين الاضطهاد السياسي والنفي إلى الإرهاب والتطهير العرقي. على الرغم من الاعتراف بهم في دستور عام 1925 ككيان تأسيسي، فقد حُرم تركمان العراق لاحقًا من هذا الوضع؛ ومن ثم، سحبت الحقوق الثقافية تدريجياً وأرسل النشطاء إلى المنفى.

### المذابح

#### مذبحة 4 مايو 1924
في عام 1924، كان يُنظر إلى تركمان العراق كبقايا الدولة العثمانية، مع رابطة محايدة لأيديولوجية قومية تركية جديدة لمصطفى كمال أتاتورك الناشئة في جمهورية تركيا. ولذلك، فإن التركمان العراقيين الذين يعيشون في منطقة كركوك أصبحوا يشكلون تهديدا لاستقرار العراق، لا سيما وأنهم لم يدعموا صعود الملك فيصل الأول على العرش. تم استهداف التركمان العراقيين من قبل البريطانيين بالتعاون مع عناصر عراقية أخرى، ومن هذه العناصر والأكثر استعدادا لإخضاع تركمان العراق كانت قوات الليفى المعينين من المجتمع الآشوري الذي لجأوا إلى العراق من منطقة هكاري في تركيا. شرارة الصراع كان خلاف بين جندي ليفي وصاحب متجر تركماني عراقي الذي كان تبريراً كافيا لبريطانيا للسماح بمهاجمة تركمان العراق، مما أدى إلى قتل نحو 200 شخص.

#### مجزرة كركوك 1959
مجزرة كركوك هي وصف الأحداث التي شهدتها كركوك بين 14 ولغاية 17 تموز عام 1959 والتي قام خلالها جنود من الفرقة الثانية من الجيش العراقي يقودهم ضابط شيوعي وأعضاء مليشيا المقاومة الشعبية التابعة للحزب الشيوعي بارتكاب مجزرة بحق المدنيين التركمان.

### التعريب

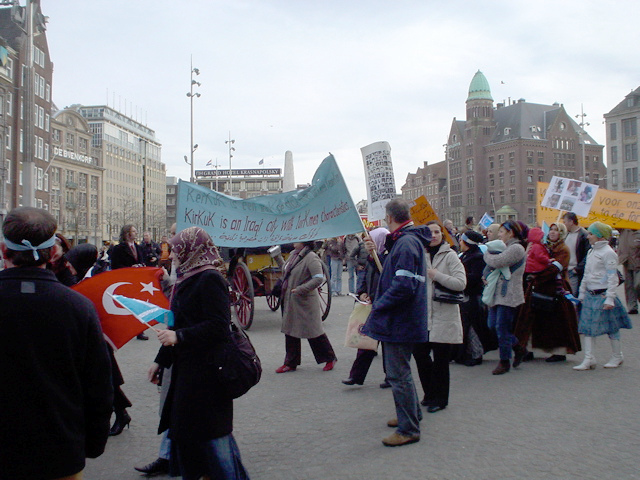
أتراك يحتجون في أمستردام، تقول اللافتة: «كركوك مدينة عراقية ذات الخصائص تركمانية».

في عام 1980، اعتمدت حكومة صدام حسين سياسة استيعاب أقلياتها. بسبب برامج الحكومة إعادة توطين مواطنيها، تم نقل الآلاف من التركمان العراقيين من ديارهم التقليدية في شمال العراق وحل محلهم عرب، في محاولة لتعريب المنطقة. وعلاوة على ذلك، تم تدمير القرى التركمانية العراقية والبلدات لإفساح الطريق للمهاجرين العرب، الذين وعدوا أرض حرة وحوافز مالية. على سبيل المثال، اعترف نظام البعث أن مدينة كركوك كانت تاريخيا مدينة تركمانية عراقية وبقي ذلك راسخا في التوجه الثقافي. وهكذا، شهدت الموجة الأولى من التعريب العائلات العربية تتحرك من وسط وجنوب العراق إلى كركوك للعمل في التوسع في صناعة النفط. على الرغم من أن التركمان العراقيين لم يتم إخراجهم قسرياً، أُنشئت مساكن عربية جديدة في المدينة وتغيير التوازن الديموغرافي العام في المدينة حيث استمرت الهجرات العربية.
تشير عدة قرارات رئاسية وتعليمات من أمن الدولة ومؤسسات استخباراتية إلى أن التركمان العراقيين كانوا التركيز عليهم بشكل خاص من خلال عملية الاستيعاب خلال نظام البعث. على سبيل المثال، أصدرت الاستخبارات العسكرية العراقية تعليمات 1559 في 6 مايو 1980 بطلب ترحيل المسؤولين التركمان العراقيين من كركوك، وإصدار التعليمات التالية: «تحديد أماكن التي يعمل بها المسؤولين التركمان في المكاتب الحكومية من أجل ترحيلهم إلى المحافظات الأخرى في النظام لتفريقهم ومنعهم من التركيز في هذه المحافظة كركوك». بالإضافة إلى ذلك، في 30 أكتوبر من عام 1981، أصدر مجلس قيادة الثورة قانونا 1391، الذي أذن بترحيل التركمان العراقيين من كركوك مع الفقرة 13 مشيرا إلى أن «هذا التوجيه يهدف خصيصا المسؤولين والعمال من التركمان والاكراد الذين يعيشون في كركوك».

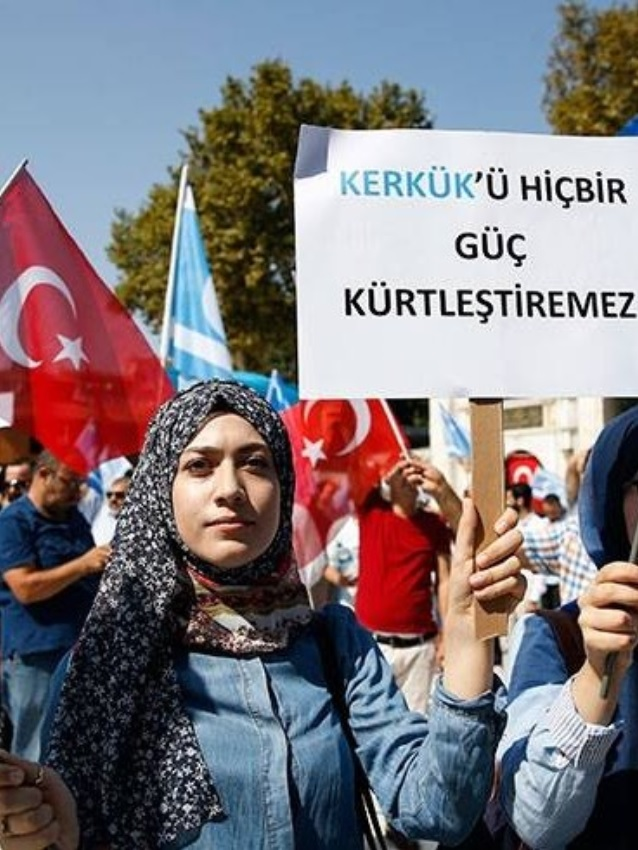
امرأة تركمانية عراقية تحمل لافتة مكتوب عليها بالتركية: Kerkük'ü hiçbir güç Kürtleştiremez (لا يمكن لأي قوة أن تكرد كركوك).

كما أن الضحايا الرئيسيين لهذه السياسات التعريب، قد عانى التركمان العراقيين من مصادرة الأراضي والتمييز في العمل، وبالتالي يمكن أن تسجل نفسها على أنها «العرب» من أجل تجنب التمييز. بالتالي، يعتبر التطهير العرقي عنصرا من عناصر السياسة البعثية التي تهدف إلى الحد من تأثير تركمان العراق في كركوك شمال العراق. تركمان العراق الذين بقوا في مدن مثل كركوك خضعوا لسياسات الاستيعاب المستمرة؛ فقد تم تغيير أسماء المدارس والأحياء والقرى والشوارع والأسواق وحتى المساجد بأسماء الأصل التركي إلى الأسماء المنبثقة من حزب البعث أو من أبطال العرب. فضلا عن ذلك، تم هدم العديد من القرى التركمانية العراقية والأحياء في كركوك ببساطة، لا سيما في عام 1990.

### التكريد
في عام 2002، أنشأ الحزب الديمقراطي الكردستاني منظمة تركمانية عراقية سياسية، والرابطة الوطنية التركمانية، التي تدعم زيادة ترسيخ إقليم كردستان. وقد اعتبر المؤيدون للجبهة التركمانية العراقية بإنها محاولة متعمدة ل«رشوة» المعارضة التركمانية العراقية وكسر الروابط مع أنقرة. التي يروّج لها الحزب الديمقراطي الكردستاني باسم «الصوت الحقيقي» لتركمان العراق، والرابطة الوطنية التركمانية لديها موقف المؤيد للكردستان فكان ذلك سببا بشكل فعال للجبهة التركمانية العراقية بإنه الممثل الوحيد لتركمان العراق.

### التوتر التركماني الكردي والتكرد
يطالب الأكراد بالسيادة الفعلية على الأراضي التي يعتبرها تركمان العراق ملكاً لهم. بالنسبة لتركمان العراق، فإن هويتهم مغروسة بعمق باعتبارهم الورثة الشرعيين للمنطقة كإرث من الإمبراطورية العثمانية. ونتيجة لذلك، يُنظر إلى إقليم كردستان والحكومة العراقية على أنهما يشكلان تهديدًا لبقاء تركمان العراق من خلال استراتيجيات تهدف إلى استئصالهم أو استيعابهم. أدى تشكيل إقليم كردستان في عام 1991 إلى خلق عداء كبير بين الأكراد وتركمان العراق، مما أدى إلى وقوع بعض تركمان العراق ضحايا للتكريد. كان أكبر تجمع لتركمان العراق يميل إلى أن يكون في العاصمة الفعلية أربيل، وهي المدينة التي تولوا فيها مناصب إدارية واقتصادية بارزة. وهكذا، دخلوا بشكل متزايد في نزاعات وتعارضوا في كثير من الأحيان مع القوى الحاكمة في المدينة، وفي مقدمتها الحزب الديمقراطي الكردستاني بزعامة مسعود بارزاني بعد عام 1996.

## السياسة

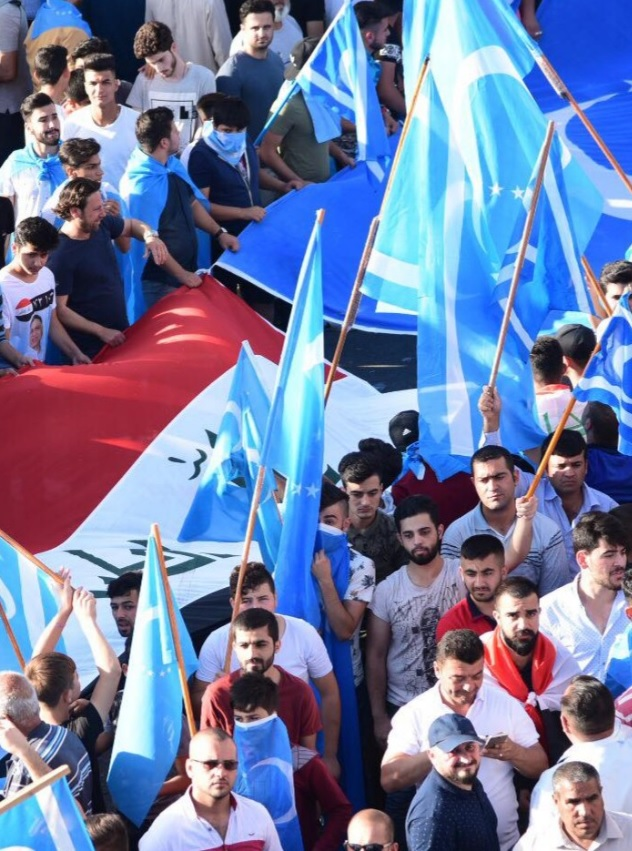
مسيرة تركمانية عراقية.

في يناير 2005، حصل ما مجموعه عشرة إلى اثني عشر فرداً من التركمان على مقاعد في الجمعية الوطنية الانتقالية في العراق. وشمل ذلك خمسة ممثلين عن قائمة الائتلاف العراقي الموحد، وثلاثة من الجبهة التركمانية العراقية، واثنين أو أربعة من التحالف الوطني الديمقراطي الكردستاني.
وفي انتخابات ديسمبر 2005، انتخب ما بين خمسة إلى سبعة مرشحين تركمان لعضوية مجلس النواب. وشمل ذلك مرشحاً واحداً من الجبهة التركمانية العراقية (سعد الدين محمد أمين)، واثنين أو أربعة من الائتلاف العراقي الموحد، وواحداً من جبهة التوافق العراقية وواحداً من التحالف الكردستاني.
كما برز تركمان العراق كقوة سياسية رئيسية في الجدل الدائر حول الوضع المستقبلي لشمال العراق وإقليم كردستان. ساعدت الحكومة التركية في تمويل منظمات سياسية مثل الجبهة التركمانية العراقية، التي تعارض الفيدرالية العراقية، وخاصة ضم كركوك المقترح إلى حكومة إقليم كردستان.
ومع ذلك، فإن التوترات بين المجموعتين بشأن كركوك تلاشت ببطء، وفي 30 يناير 2006، قال الرئيس العراقي جلال الطالباني إن "الأكراد يعملون على خطة في الدستور الجديد الذي تتم صياغته لإقليم كردستان العراق لمنح التركمان العراقيين الحكم الذاتي في المناطق التي يشكلون فيها أغلبية". ومع ذلك، لم يتحقق هذا الاقتراح، وقد أدت سياسات التكريد التي اتبعها الحزب الديمقراطي الكردستاني والاتحاد الوطني الكردستاني بعد عام 2003 (والتي تضمنت الضغط على غير الأكراد للانتقال إلى أماكن أخرى) إلى ظهور مشاكل عرقية خطيرة.

## أعلام
- فرح زينب عبد الله، ممثلة تركية
- جعفر العسكري، رئيس وزراء العراق السابق (1923–24 و1926–27)
- عباس البياتي، سياسي
- محمد مهدي البياتي، سياسي عراقي
- ياسين الهاشمي، رئيس وزراء العراق السابق (1924–25 و1935–36)
- خيري الهنداوي، شاعر
- معروف الرصافي، شاعر
- نوري السعيد، رئيس وزراء العراق السابق (1930–32، 1938–40، 1941–44، 1946–47، 1949، 1950–52، 1954–57، 1958)
- أرشد الصالحي، سياسي
- محمد عبد الله الشهواني، جنرال عراقي
- جميل صدقي الزهاوي، شاعر عراقي
- سعد الدين اركيج، سياسي
- سليم بيرقدار، ممثل تركي
- أحمد بن كارلاك، يعتبر عالم البيئة الأول في تركيا ويلقب بـ "طرزان مانيسا"
- كامل الجادرجي، سياسي عراقي
- رفعت الجادرجي، مهندس معماري عراقي
- ديفيد تشوكاتشي، ممثل أمريكي
- هجري دده، شاعر
- إحسان دوغراماجي، مؤسس جامعة بيلكنت وجامعة هاسيتيب
- فضولي البغدادي، شاعر وكاتب ومفكر من القرن السادس عشر
- مظفر الدين كوكبوري، الأمير القائد والجنرال
- أمينة جولشه، عارضة أزياء سويدية؛ توجت ملكة جمال تركيا (2014) وممثلة
- محمد صادق حسن، شاعر عراقي
- عصمت هرمزلو، ممثل تركي
- جاسم محمد جعفر وزير الشباب والرياضة
- جوخان كيردار، موسيقي تركي
- لطفي كيردار، سياسي تركي
- نمير قيردار، رجل الأعمال الملياردير
- فتحي صفوت قيردار، رسام ونحات عراقي
- رينا قيردار، كاتبة وناشطة اجتماعية
- أونر كيردار، دبلوماسي تركي ومسؤول كبير في الأمم المتحدة
- هيام كوبرولو، وزيرة الدولة في العراق (2020–حالياً)
- حيدر لطفي، شاعر
- يونس محمود، لاعب كرة قدم
- ياسمين منصور، الفائزة بملكة جمال ألمانيا (1996)
- ريها مختار، شخصية تلفزيونية تركية
- طالب مشتاق، شاعر ودبلوماسي
- صالح نفطجي، اقتصادي تركي
- رشاد مندان عمر، وزير العلوم والتكنولوجيا (2003)
- حسن رضا باشا، جنرال عثماني
- فهمي سعيد، ضابط بالجيش
- أمل سنان، ممثلة
- حكمت سليمان، رئيس وزراء العراق الأسبق (1936–37)
- محمد توركمحمد، لاعب كرة قدم
- علي سايب اورسافاش، سياسي تركي
- إيسر ويست، ممثل أمريكي
- عماد الدين زنكي، حاكم الدولة الزنكية
- جوخان كيردار، موسيقي

## العشائر التركمانية
- البيات: عشيرة تركمانية مختلطة كانت تسكن في منطقة البيات وكل من سكن فيها لقب البياتي استوطنوا في واسط ومندلي وأطراف بغداد وعلى امتداد جبال حمرين. وقد خدم البيات الدولة العثمانية التي بسطت سلطتها على العراق واختلطوا بالعشائر العربية وتصاهروا واستعرب أكثر بيوتاتهم وظهر منهم شخصيات تأريخية وادبية وسياسية هامة.
- قره غول: عشيرة تركمانية نزحت من موطنها وسط الأناضول باتجاه العراق منتصف القرن الخامس عشر الميلادي لتستقر وسط العراق ضواحي بغداد مقر الوالي العثماني.
- الدايني: عشيرة تركمانية ترجع بأصولها إلى المماليك الذين حكموا العراق قرابة (200) عام. سكن أجدادهم مناطق ديالى والفرات الأوسط. أشهرهم السيد (علي الدايني) السياسي والمفكر الكبير أيام الحكم الملكي في العراق.
- أرناؤط: عشيرة تركمانية (البانية) سكنت في الخالص عام 1722
- العسكري: عشيرة تركمانية ترجع بنسبها إلى جدهم الأكبر (محمد باشا) سكن ومن بعد أحفاده مدينة كركوك ليعرفوا بمرور الزمن بعائلة (العسكري) التركمانية ينتمي لها الفريق جعفر العسكري وزير الدفاع في أول حكومة وطنية في العراق عام 1921م والفريق سليمان العسكري واللواء تحسين العسكري.
- الخالدي: يقال بأنهم من أحفاد القائد التركماني (خالد الشاطر) أكبر قادة الدولة الأموية إلى جانب الحجاج الثقفي وإليه يعود الفضل الأول والأخير باستيطانهم في (واسط) وضواحيها قبالة بلاد فارس ويقال أنهم من أحفاد القائد التركماني (خالد بك بن كتخدا رستم) من قادة الحملة العثمانية لفتح النمسا عام (1690)م والعشيرة تعتبر فرع من قبيلة (بايندر) التركمانية استقرت في ولاية (سيواس) التركية قبيل نزوحها إلى الشام والعراق. للعشيرة تواجد اليوم في مدن (الموصل – قزلرباط – الدموني).